# Stanislav Pozdňakov
Stanislav Alexejevič Pozdňakov (* 27. září 1973 Novosibirsk, Sovětský svaz) je bývalý ruský sportovní šermíř, který se specializoval na šerm šavlí.
Rusko reprezentoval od devadesátých let do roku 2008. Na olympijských hrách startoval v roce 1992, 1996, 2000, 2004, 2008 v soutěži jednotlivců a družstev. Na olympijských hrách 1996 získal zlatou olympijskou medaili v soutěži jednotlivců. Je pětinásobným mistrem světa v soutěží jednotlivců z let 1997, 2001, 2002, 2006 a 2007 a mistrem Evropy v soutěži jednotlivců z let 1994, 2001, 2002, 2003 a 2005. S ruským družstvem šavlistů a s družstvem Společenství nezávislých států (1992) vybojoval v roce 1992, 1996 a 2000 zlatou olympijskou medaili a v roce 2004 bronzovou olympijskou medaili a k olympijským medailím přidal s družstvem pět titulů mistra světa (1994, 2001, 2002, 2003, 2005) a osm titulů mistra Evropy (2000-2005, 2007-2008).
V květnu 2018 byl zvolen předsedou Ruského olympijského výboru, v němž už od roku 2016 vykonával funkci prvního místopředsedy. V hlasování porazil plavce Alexandra Popova.